# Volant de control
Un volant de control, conegut col·loquialment com a banya, és un dispositiu utilitzat per pilotar determinats tipus d'aeronau d'ales fixes.
El pilot fa servir el volant per controlar l'actitud de l'avió, generalment amb el capcineig i el balanceig. En girar el volant es poden controlar els alerons i l'eix de balanceig. En moure la columna de control cap a proa o cap a popa es poden controlar el timó de profunditat i l'eix de capcineig. El morro de l'aeronau puja si s'estira el volant i baixa si s'empeny. L'avió es balanceja cap a l'esquerra si es gira el volant cap a l'esquerra i cap a la dreta si es gira cap a la dreta.
Els avions de mida petita a mitjana, normalment els que tenen turbohèlices, tenen un sistema mecànic en el qual el volant està connectat directament a les superfícies de control mitjançant cables i barres. Les persones no tenen prou força per controlar avions més grans i potents, per la qual cosa es fan servir sistemes hidràulics en els quals els moviments del volant controlen vàlvules hidràuliques i actuadors. En aeronaus més modernes, les entrades poden passar per un sistema de control per senyals elèctrics, que seguidament envia el senyal corresponent a actuadors units a les superfícies de control. Els volants poden tenir un vibrador per avisar el pilot del perill d'entrada en pèrdua o, fins i tot, un propulsor per ajudar-lo a revertir l'entrada en pèrdua.